# Canton de Saint-Léonard-de-Noblat
Pour les articles homonymes, voir Saint-Léonard et Saint Léonard de Noblat.
Le canton de Saint-Léonard-de-Noblat est une circonscription électorale française située dans le département de la Haute-Vienne et la région Nouvelle-Aquitaine.

## Géographie
Ce canton est organisé autour de Saint-Léonard-de-Noblat dans l'arrondissement de Limoges. Son altitude varie de 223 m (Saint-Priest-Taurion) à 586 m (Sauviat-sur-Vige).

## Histoire
Par décret du 20 février 2014, le nombre de cantons du département est divisé par deux, avec mise en application aux élections départementales de mars 2015. Le canton de Saint-Léonard-de-Noblat est conservé et s'agrandit. Il passe de 10 à 13 communes.

## Représentation

### Conseillers généraux de 1833 à 2015
| Période | Période      | Identité                              | Étiquette                | Qualité |
| ------- | ------------ | ------------------------------------- | ------------------------ | --- |
| 1833    | 1836         | Louis Robert de Rigoulène (1772-1857) |                          | Ancien colon à Saint-Domingue Propriétaire à Saint-Léonard-de-Noblat                                                                               |
| 1836    | 1842         | Jean-Cyprien Guineau fils             |                          | Ancien Sous-Préfet d'Embrun (Hautes-Alpes) |
| 1842    | 1848         | André Dulery de Peyramont             | Conservateur Monarchiste | Conseiller à la Cour de Cassation puis Avocat général près la Cour royale de Limoges Député (1839-1848)                                            |
| 1848    | 1850         | Jean-Baptiste Daniel de Lamazières    | Républicain              | Député (1849-1851) |
| 1850    | 1867         | Jean-Baptiste Joseph Veyrié-Maleplane |                          | Propriétaire, juge de paix et avocat Maire de Saint-Léonard-de-Noblat                                                                              |
| 1867    | 1880 (décès) | André Dulery de Peyramont             | Droite                   | Conseiller honoraire à la Cour de Cassation Député (1871-1876)                                                                                     |
| 1880    | 1898         | Jules Rouchon                         | Républicain              | Négociant à Saint-Léonard-de-Noblat |
| 1898    | 1909 (décès) | Jules Tourgnol                        | Rad.                     | Principal de collège Député (1898-1909) Maire de Saint-Léonard-de-Noblat                                                                           |
| 1909    | 1928         | Adrien Pressemane                     | SFIO                     | Ouvrier peintre céramiste Gérant de société coopérative à Limoges Maire de Saint-Léonard-de-Noblat Député (1914-1928), conseiller d'arrondissement |
| 1928    | 1940         | Louis Valadas (1879-1952)             | SFIO                     | Cafetier Adjoint puis Maire de Saint-Léonard-de-Noblat, conseiller d'arrondissement (révoqué en 1940)                                              |
|         |              |                                       |                          | |
| 1945    | 1949         | Louis Valadas                         | SFIO                     | Maire de Saint-Léonard-de-Noblat (1945-1947) |
| 1949    | 1973         | René Barrière                         | SFIO puis PS             | Médecin Maire de Saint-Léonard-de-Noblat (1947-1977)                                                                                               |
| 1973    | 1979         | André Ribière                         | PCF                      | Conseiller municipal de Saint-Léonard-de-Noblat, suppléant de la député Hélène Constans (1973-1981)                                                |
| 1979    | 1991 (décès) | Raymond Coudert                       | PS                       | Maire de Sauviat-sur-Vige |
| 1991    | 2004         | Jean-Paul Bardon                      | PS                       | Agent de maîtrise Maire de Saint-Léonard-de-Noblat (1995-2001)                                                                                     |
| 2004    | 2015         | Jean-Claude Leblois                   | PS                       | Ancien principal de collège Maire de La Geneytouse                                                                                                 |

### Conseillers d'arrondissement (de 1833 à 1940)
| Période                                  | Période | Identité                                         | Étiquette | Qualité |
| ---------------------------------------- | ------- | ------------------------------------------------ | --------- | --- |
| 1833                                     | 1839    | Joseph Pierre Fraisseix de Veyvialle (1788-1866) |           | Médecin, propriétaire à Saint-Léonard-de-Noblat                                                             |
| 1839                                     | 1848    | M. Fournet                                       |           | |
|                                          |         |                                                  |           | |
| 1907                                     | 1909    | Adrien Pressemane                                | SFIO      | Ouvrier peintre céramiste, gérant de société coopérative à Limoges, maire de Saint-Léonard-de-Noblat        |
|                                          |         |                                                  |           | |
| 1913                                     | 1928    | Louis Valadas                                    | SFIO      | Cafetier, adjoint au maire de Saint-Léonard-de-Noblat                                                       |
|                                          |         | M. Faye                                          | SFIO      | |
| 1940                                     |         |                                                  |           | Les conseils d'arrondissement ont été suspendus par la loi du 12 octobre 1940 et n'ont jamais été réactivés |
| Les données manquantes sont à compléter. |         |                                                  |           | |

### Conseillers départementaux après 2015
| Période élective | Période élective | Mandat | Mandat   | Identité                       | Nuance | Nuance | Qualité |
| ---------------- | ---------------- | ------ | -------- | ------------------------------ | ------ | ------ | --- |
| 2015             | 2021             | 2015   | 2021     | Christelle Aupetit-Berthelemot |        | DVG    | Professeur des Universités Adjointe au maire de Saint-Just-le-Martel                                             |
| 2015             | 2021             | 2015   | 2021     | Jean-Claude Leblois            |        | PS     | Ancien principal de collège Maire de La Geneytouse (1995-2015) Président du conseil départemental depuis 2015    |
| 2021             | 2028             | 2021   | en cours | Christelle Aupetit-Berthelemot |        | DVG    | Professeur des Universités Adjointe au maire de Saint-Just-le-Martel membre du groupe PS, apparentés et citoyens |
| 2021             | 2028             | 2021   | en cours | Jean-Claude Leblois            |        | PS     | Président du conseil départemental                                                                               |

### Résultats détaillés

#### Élections de mars 2015
À l'issue du 1er tour des élections départementales de 2015, deux binômes sont en ballottage : Christelle Aupetit-Berthelemot et Jean-Claude Leblois (PS, 38,89 %) et Stéphane Le-Costoëc et Martine Menot (FN, 24,63 %). Le taux de participation est de 58 % (7 460 votants sur 12 861 inscrits) contre 57,81 % au niveau départemental et 50,17 % au niveau national.
Au second tour, Christelle Aupetit-Berthelemot et Jean-Claude Leblois (PS) sont élus avec 64,42 % des suffrages exprimés et un taux de participation de 59,19 % (4 219 voix pour 7 613 votants et 12 861 inscrits).

#### Élections de juin 2021
Le premier tour des élections départementales de 2021 est marqué par un très faible taux de participation (33,26 % au niveau national). Dans le canton de Saint-Léonard-de-Noblat, ce taux de participation est de 41,55 % (5 206 votants sur 12 530 inscrits) contre 37,25 % au niveau départemental. À l'issue de ce premier tour, deux binômes sont en ballottage : Christelle Aupetit-Berthelemot et Jean-Claude Leblois (Union à gauche, 55,29 %) et Carole Pagès et Jean Valière-Vialeix (Union au centre et à droite, 25,68 %).
Le second tour des élections est marqué une nouvelle fois par une abstention massive équivalente au premier tour. Les taux de participation sont de 34,36 % au niveau national, 38,38 % dans le département et 42,11 % dans le canton de Saint-Léonard-de-Noblat. Christelle Aupetit-Berthelemot et Jean-Claude Leblois (Union à gauche) sont élus avec 61,87 % des suffrages exprimés (2 974 voix pour 5 276 votants et 12 530 inscrits),,. 

## Composition

### Composition avant 2015

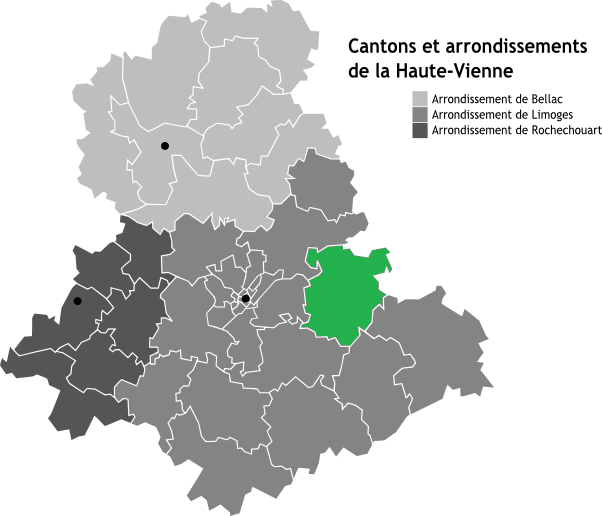
Situation du canton de Saint-Léonard-de-Noblat dans le département de la Haute-Vienne avant 2015.

Le canton de Saint-Léonard-de-Noblat regroupait 10 communes.
| Nom                                 | Code Insee | Codepostal | Superficie (km2) | Population (dernière pop. légale) | Densité (hab./km2) |
| ----------------------------------- | ---------- | ---------- | ---------------- | --------------------------------- | ------------------ |
| Saint-Léonard-de-Noblat (chef-lieu) | 87161      | 87400      | 55,59            | 4 624 (2012)                      | 83                 |
| Champnétery                         | 87035      | 87400      | 30,60            | 570 (2012)                        | 19                 |
| Le Châtenet-en-Dognon               | 87042      | 87400      | 20,39            | 418 (2012)                        | 21                 |
| Eybouleuf                           | 87062      | 87400      | 10,83            | 425 (2012)                        | 39                 |
| La Geneytouse                       | 87070      | 87400      | 19,35            | 839 (2012)                        | 43                 |
| Moissannes                          | 87099      | 87400      | 24,64            | 381 (2012)                        | 15                 |
| Royères                             | 87129      | 87400      | 17,42            | 820 (2012)                        | 47                 |
| Saint-Denis-des-Murs                | 87142      | 87400      | 23,81            | 526 (2012)                        | 22                 |
| Saint-Martin-Terressus              | 87167      | 87400      | 23,53            | 565 (2012)                        | 24                 |
| Sauviat-sur-Vige                    | 87190      | 87400      | 30,85            | 946 (2012)                        | 31                 |

### Composition après 2015
Le canton comprend désormais treize communes entières.
| Nom                                             | Code Insee | Intercommunalité               | Superficie (km2) | Population (dernière pop. légale) | Densité (hab./km2) | Modifier                                    |
| ----------------------------------------------- | ---------- | ------------------------------ | ---------------- | --------------------------------- | ------------------ | ------------------------------------------- |
| Saint-Léonard-de-Noblat (bureau centralisateur) | 87161      | CC de Noblat                   | 55,59            | 4 319 (2022)                      | 78                 | modifier les données · modifier les données |
| Aureil                                          | 87005      | CU Limoges Métropole           | 10,17            | 1 033 (2022)                      | 102                | modifier les données · modifier les données |
| Champnétery                                     | 87035      | CC de Noblat                   | 30,60            | 517 (2022)                        | 17                 | modifier les données · modifier les données |
| Le Châtenet-en-Dognon                           | 87042      | CC de Noblat                   | 20,39            | 399 (2022)                        | 20                 | modifier les données · modifier les données |
| Eybouleuf                                       | 87062      | CC de Noblat                   | 10,83            | 471 (2022)                        | 43                 | modifier les données · modifier les données |
| La Geneytouse                                   | 87070      | CC de Noblat                   | 19,35            | 988 (2022)                        | 51                 | modifier les données · modifier les données |
| Moissannes                                      | 87099      | CC de Noblat                   | 24,64            | 328 (2022)                        | 13                 | modifier les données · modifier les données |
| Royères                                         | 87129      | CC de Noblat                   | 17,42            | 942 (2022)                        | 54                 | modifier les données · modifier les données |
| Saint-Denis-des-Murs                            | 87142      | CC de Noblat                   | 23,81            | 549 (2022)                        | 23                 | modifier les données · modifier les données |
| Saint-Just-le-Martel                            | 87156      | CU Limoges Métropole           | 31,70            | 2 654 (2022)                      | 84                 | modifier les données · modifier les données |
| Saint-Martin-Terressus                          | 87167      | CC de Noblat                   | 23,53            | 580 (2022)                        | 25                 | modifier les données · modifier les données |
| Saint-Priest-Taurion                            | 87178      | CC Élan Limousin Avenir Nature | 27,00            | 2 896 (2022)                      | 107                | modifier les données · modifier les données |
| Sauviat-sur-Vige                                | 87190      | CC de Noblat                   | 30,85            | 879 (2022)                        | 28                 | modifier les données · modifier les données |
| Canton de Saint-Léonard-de-Noblat               | 8720       |                                | 325,88           | 16 555 (2022)                     | 51                 | modifier les données                        |

## Démographie

### Démographie avant 2015
| 1962   | 1968   | 1975   | 1982   | 1990   | 1999  | 2006  | 2011   | 2012   |
| ------ | ------ | ------ | ------ | ------ | ----- | ----- | ------ | ------ |
| 11 371 | 10 942 | 10 338 | 10 308 | 10 253 | 9 759 | 9 824 | 10 058 | 10 114 |

### Démographie depuis 2015
En 2022, le canton comptait 16 555 habitants, en évolution de −1,28 % par rapport à 2016 (Haute-Vienne : −0,68 %, France hors Mayotte : +2,11 %).
| 2013   | 2018   | 2022   |
| ------ | ------ | ------ |
| 16 613 | 16 627 | 16 555 |